# Newrite
Newrite是由美国科学家沃特·吉斯勒发明的一种英语速记法。目前已经在印度和中国推广。这项速记法基于德文的草书派斜线体速记发展而来，用符号代替辅音发音，用符号位置代表元音位置，整合为完整的单词音节形成速记的原理。

## Newrite的诞生
20世纪早期，草书斜体速记在德国盛行。在德国念中学的吉斯勒和其他很多青年学生一样，在学校里接受了这种速记训练。由于这种速记法在书写上的简易性与便捷性，以及在课堂笔记、考试预备中的实用性，吉斯勒此后的学业都从中获益匪浅。他也因此一直保持了对于手写速记的浓厚兴趣。
20世纪50年代，吉斯勒移居美国。事业有成之际，他开始研究如何把这种速记法应用到规则更复杂、发音相对不规律的英语语言中，并成功地借鉴了德国草书斜体速记法，发明了英语手写速记法——Newrite。

## Newrite的原理
与椭圆几何体速记不同，承袭自斜线体速记的Newrite是一种基于语言发音的速记法（而不是基于其拼写的字母）。

## Newrite的用途
Newrite适用于学习、工作等任何需要手写记录的场合。
如今，无纸化办公已成趋势。电脑代替人手的确大大提高了各方面的效率，记录也不例外。但在有些场合，手写依然必要——课堂上电脑并未完全普及，而英语考试尤其是听力考试更需要重视做笔记的能力。
Newrite的符号自成一体，仅学会的人可以读懂，因此也具有一定的保密性。
另外，学习一种新的语言符号系统还可以增强人的思维反应能力。

## Newrite的优势
1 简便易学。
Newrite相对其他文秘专业专用的速记法，更易入门，只要有比较扎实的英语基础，都可以在最长一年的时间内学会并掌握。
Newrite的汉化教材一共24课，平均每课需要4小时即可完成从学到练的过程。每周学习1到2课，8个月可以学会；专门学习，则1个月就可以学完。学到一半，学习者即可使用英文夹杂速记符号记录各种信息资料。在老师的直接指导下，学习效果会更加显著。
2 基于语言发音。
Newrite的写法是基于语音的，需要学习者熟知英语的正确发音，所以Newrite的学习过程也是一个对个人发音进行标准化的过程。掌握了Newrite，也就真正掌握了英文的发音规律。
Newrite的速记过程：接收单词的声音信息（听）→在脑中生成音节对应的符号（想）→在纸上记录符号形状（写）
而基于拼写的速记法的速记过程：接收单词的声音信息（听）→思考单词拼法（想）→在脑中生成字母对应的符号（想）→在纸上记录符号形状（写）
可见，Newrite在反应时间上具有一定的优势。